# Aspirante (marinha)
Um aspirante é um oficial do posto mais baixo, na Marinha Real Britânica, Marinha dos Estados Unidos e muitas marinhas da Commonwealth. Os países da Commonwealth que usam a classificação incluem Canadá (Naval Cadet), Austrália, Bangladesh, Namíbia, Nova Zelândia, África do Sul, Índia, Paquistão, Singapura, Sri Lanka e Quênia.